# Jim Sheridan
Jim Sheridan (Dublino, 6 febbraio 1949) è un regista, sceneggiatore, produttore cinematografico e direttore artistico irlandese.

## Biografia
Nato a Dublino, fratello dell'autore teatrale Peter Sheridan, riceve un'educazione molto religiosa. Nel 1989 ha diretto Il mio piede sinistro, che è presto diventato un successo e un fenomeno per la critica, dando inizio inoltre al suo sodalizio con Daniel Day-Lewis. Subito è stato seguito da Il campo nel 1990 e Nel nome del padre nel 1993, la riproposizione filmica della vicenda dei quattro di Guildford. Nel 1997 ha diretto The Boxer, che è stato candidato come miglior film drammatico ai Golden Globe 1998.
Nel 2003 è uscito il semi-autobiografico In America - Il sogno che non c'era. Nel 2005 è uscito il film Get Rich or Die Tryin', sulla vita del rapper 50 Cent. Del 2009 è Brothers, remake del film danese del 2004 Non desiderare la donna d'altri. Nel 2011 ha girato in Canada il thriller Dream House con Daniel Craig e Rachel Weisz, film che però il regista ha disconosciuto per i forti contrasti con la produzione in fase di montaggio.
È il figlio di Anne e Pete Sheridan. Ha quattro figlie. La sua figlia più giovane, Clodagh Amira Sheridan, è sua figlia con la sua compagna, la regista Zahara Moufid. Le sue tre figlie più grandi, Kirsten, Naomi e Tess, sono nate dalla defunta Fran Sheridan. Inoltre, ha sei fratelli: Ita Rafferty, Peter Sheridan, John Sheridan, Frankie Sheridan, Gerard Sheridan e Paul Sheridan.

## Filmografia

### Regista

#### Cinema
- Il mio piede sinistro (My Left Foot) (1989)
- Il campo (The Field) (1990)
- Nel nome del padre (In the Name of the Father) (1993)
- The Boxer (1997)
- In America - Il sogno che non c'era (In America) (2002)
- Get Rich or Die Tryin' (2005)
- Brothers (2009)
- Dream House (2011)
- Il segreto (The Secret Scripture) (2016)

#### Televisione
- Murder at the Cottage: The Search for Justice for Sophie – miniserie TV (2021)

#### Videoclip
- You Made Me the Thief of Your Heart - Sinéad O'Connor (1994)

### Sceneggiatore

#### Cinema
- Il mio piede sinistro (My Left Foot) (1989)
- Il campo (The Field) (1990)
- È vietato portare cavalli in città (Into the West), regia di Mike Newell (1992)
- Nel nome del padre (In the Name of the Father) (1993)
- Una scelta d'amore (Some Mother's Son), regia di Terry George (1996)
- The Boxer (1997)
- In America - Il sogno che non c'era (In America) (2002)
- Il segreto (The Secret Scripture) (2016)

#### Televisione
- Murder at the Cottage: The Search for Justice for Sophie – miniserie TV (2021)

### Produttore

#### Cinema
- Nel nome del padre (In the Name of the Father) (1993)
- Una scelta d'amore (Some Mother's Son), regia di Terry George (1996)
- The Boxer (1997)
- La storia di Agnes Browne (Agnes Browne), regia di Anjelica Huston (1999)
- Borstal Boy, regia di Peter Sheridan (2000)
- On the Edge, regia di John Carney (2001)
- Bloody Sunday, regia di Paul Greengrass (2002)
- In America - Il sogno che non c'era (In America) (2002)
- Get Rich or Die Tryin' (2005)
- Dollhouse, regia di Kirsten Sheridan (2012)
- Il segreto (The Secret Scripture) (2016)

#### Televisione
- Inside Apollo House, regia di Zahara Moufid – film TV (2017)
- Shelter me: Apollo House, regia di Zahara Moufid – film TV (2018)
- Murder at the Cottage: The Search for Justice for Sophie – miniserie TV (2021)
- Lockerbie - Attentato sul volo Pan Am 103 (Lockerbie: A Search For Truth), regia di Otto Bathurst e Jim Loach – miniserie TV (2025)

### Attore

#### Cinema
- Words Upon the Window Pane, regia di Mary McGuckian (1994)
- Fra odio e amore (This Is the Sea), regia di Mary McGuckian (1997)
- The General, regia di John Boorman (1998)
- Il ponte di San Luis Rey (The Bridge of San Luis Rey), regia di Mary McGuckian (2004)

#### Televisione
- The Field: Crá sa Chré – miniserie TV (2016)

## Riconoscimenti
- Premio Oscar
  - 1990 - Candidatura al miglior regista per Il mio piede sinistro
  - 1990 - Candidatura alla migliore sceneggiatura non originale per Il mio piede sinistro
  - 1994 - Candidatura al miglior film per Nel nome del padre
  - 1994 - Candidatura al miglior regista per Nel nome del padre
  - 1994 - Candidatura alla migliore sceneggiatura non originale per Nel nome del padre
  - 2004 - Candidatura alla migliore sceneggiatura originale per In America - Il sogno che non c'era
- Premi BAFTA
  - 1990 - Candidatura al miglior film per Il mio piede sinistro
  - 1990 - Candidatura alla migliore sceneggiatura non originale per Il mio piede sinistro
  - 1994 - Candidatura alla migliore sceneggiatura non originale per Nel nome del padre
- Golden Globe
  - 1998 - Candidatura al miglior regista per The Boxer
  - 2004 - Candidatura alla migliore sceneggiatura per In America - Il sogno che non c'era
- Critics' Choice Awards
  - 2004 - Candidatura al miglior regista per In America - Il sogno che non c'era
  - 2004 - Migliore sceneggiatura per In America - Il sogno che non c'era
- David di Donatello
  - 1994 - Miglior film straniero per Nel nome del padre
- Premio Goya
  - 1999 - Miglior film europeo per The Boxer

## Doppiatori italiani
- Saverio Indrio in Moll Flanders, Fra odio e amore
- Antonio Paiola in The Ghost of Richard Harris